# Greenfield, Iowa
Greenfield là một thành phố thuộc quận Adair, tiểu bang Iowa, Hoa Kỳ. Năm 2010, dân số của thành phố này là 1982 người.

## Dân số
Dân số qua các năm:
- Năm 2000: 2129 người.
- Năm 2010: 1982 người.